# Schloss Auhof (Perg)

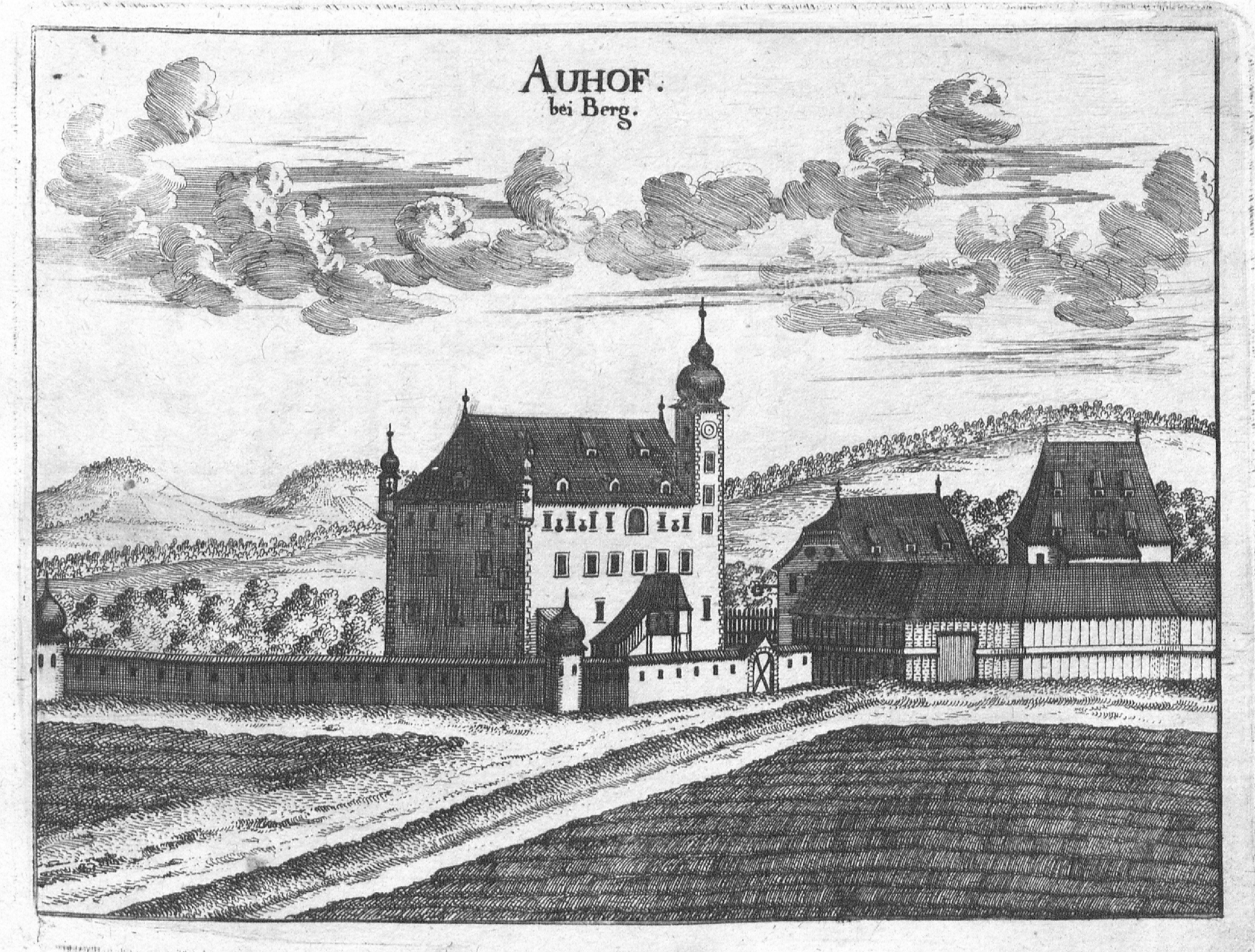
Ansicht von Süden 1674. Stich G.M. Vischer

Das Schloss Auhof ist ein adeliger Landsitz im Stil des Historismus des 19. Jahrhunderts (Gründerzeitstil). Es befindet sich in der Ortschaft Pergkirchen in der Stadtgemeinde Perg in Oberösterreich.

## Lage
Das Schloss Auhof liegt im historischen oberösterreichischen Machlandviertel am Übergang des Hügellandes des Böhmischen Massivs in die Ebene des heutigen Machlands. Hier verläuft auch ein alter Ost-West-Handelsweg, die Hauderer-Straße. Vom Norden kommend fließt durch ein Tälchen der Klambach (Pergkirchenbach) herab und der Ebene zu. Benachbarte Edelmannsitze waren der Klamhof im Westen und der Ottenhof im Osten.

## Geschichte
Das vielfach zitierte Jahr 1294 als erste schriftliche Erwähnung von Auhof in Zusammenhang mit Dietrich und Dietmar von Au (Herren von Au, Gemeinde Naarn im Machlande) ist allerdings nicht eindeutig für Auhof gesichert. Ebenso bezieht sich die Nachricht über Heinreich von Awe, indirekt nachweisbar 1411 und 1418, nicht eindeutig auf den adeligen Edelmannsitz Auhof.
Die erste historisch gesicherte Erwähnung von Aufhof stammt aus dem Jahr 1418, als das Landgut Hanns dem Rawber gehörte, der Auhof 1430 an Ulrich den Zeller weiterverkaufte. Während das Edelmannsitz selbst freieigener Besitz war, waren Fischweide und Wildbann landesfürstliches Lehen, wofür Zeller 1455 die Belehnung durch König Ladislaus Postumus erhielt.
Der Erstbau des Edelmannsitzes Auhof, auch Altes Schloss bezeichnet, stand auf der linken Seite des Klambachs und etwas erhöht am Hangfuß. Ob und welche Wehrbauten den Sitz beschützten, ist unklar.
Zum Edelmannsitz Auhof gehörten um 1530 elf bewirtschaftete Überlandgüter, fünf Bauernhöfe und Häusl in Auhof, Obstgärten, Teiche, eine Taverne, eine Schmiede, eine Mühle, 58 Tagwerk (19,7 ha) Ackerland, 55 Tagwerk (18,7 ha) Wiesen und eine Holzstatt (Wald).
In der Zeit nach 1568 ließ Veit II. Flusshart (verheiratet mit Susanna Schallenberg) auf der rechten Seite des Baches ein repräsentativeres Neues Schloss als Ersatz für den Erstbau hinzufügen. Es hatte drei Geschoße, Freitreppe, Scharwachttürmchen und einen Uhrturm an der Schlossecke beim Bach. Bei den Räumen wird u. a. einen Gemalten Vorsaal (bildlich ausgemalten Saal), aber auch ein Weinstüberl samt Weinkeller und ein Gefängnis erwähnt. Ein Amtshäusel, ein eingezäunter Garten und ein mit einer Wehrmauer umgebener Schlossgarten ergänzte alles. Teile der Wehrmauer und ein Eckturm (Rondell) sind noch heute erhalten.
Das Alte Schloss wurde zum reinen Meierhof. Im Nordosten des weiträumigen Hofes blieb noch das Stöcklgebäude (kleines Herrenhaus) des Alten Schlosses einige Zeit stehen. Davor in der Hofmitte war der Schöpfbrunnen. Dazu gab es in den Hang gegrabene Keller und rund um den Hof im Nordwesten das Hoftavernengebäude, im Südwesten beim Bach die Stallungen für Kühe, Schweine, Rösser und Reitpferde, im Südosten die Stadeln (Scheunen) und Wagenschupfen (Wagenunterstände). Tore sicherten alles gegen außen. Die Topographia Windhagiana aucta (1673) überlieferte eine ausführliche Ansicht.
Nach wechselnden Besitzern wurde 1663 Joachim Enzmilner (Graf von Windhaag) der Eigentümer. Durch Gütertausch kam 1667 als neuer Besitzer das Kloster Baumgartenberg. Das Neue Schloss war ab nun eine Art Erholungsstätte für die Baumgartenberger Mönche. Der Kaiser gestattete den Mönchen den geänderten Namen Sankt Bernhardshof zu Ehren des Heiligen Bernhard von Clairveaux zu verwenden. Abt Bernhard I. Breil ließ nach 1667 an die Südostseite des Schlosses die Sankt Bernhardskapelle anfügen. 1693 kam es zu einem schweren Brand. Abt Candidus Pfiffer ließ den Bau instand setzen, allerdings nicht mehr in alter Größe.
1783 folgten wieder neue und wechselnde Besitzer. 1858 war der Grundbesitz 98 Joch (56,4 ha) und 343 Klafter (0,12 ha). Ein großer Getreideschüttkasten mit Gewölben im Erdgeschoß wurde um die Zeit dem Meierhof hinzugefügt. Er blieb bis heute erhalten.
1860 kam als neuer Besitzer der Wiener Ministerialrat Cajetan Mayer von Mayrau (1811–1883), Ahnherr der jetzigen Besitzerfamilie Löw-Baselli. Es bedeutete eine Wende für das inzwischen alt gewordene Neue Schloss: Cajetan Mayer ließ das Schloss ab 1860 stark verändern zu einem für die Zeit modernen Landsitz in der Art einer herrschaftlichen Villa und im Stil des Historismus. Cajetan Mayers Tochter Friedrike Pfisterer von Mayrau (1840–1925) setzte weitere Bauakzente. Sie ließ 1884 eine Gruftkapelle im Stil der Neugotik am Hang des Schlossgartens errichten. Sie verfeinerte die Ausstattung des Schlossinneren wie Bibliothek und Erkerturm, noch sichtbar in künstlerischen Gemäldefenstern und Wandfeldern mit Metaphern zu Kunst, Wissenschaft und Landschaftsbildern. Die Landschaften sind Arbeiten von Friederike Pfisterer selbst, entstanden auf ihren Italienreisen 1887 bis 1890.
Das Ende der Monarchie und die Kriege taten dem Schloss Auhof nicht gut. Besonders 1945/1946 verursachten einquartierte Besatzungssoldaten erhebliche Schäden. Fast alle beweglichen Einrichtungsgegenstände verschwanden. 1955 konnte nach Abzug der Besatzungssoldaten mit der Renovierung der Gebäude und mit ihrer Wiederherstellung begonnen werden. Vorläufiger Abschluss war 1975 die Wiederweihe der Schlosskapelle.

## Besitzer
Im Laufe der Jahrhunderte gab es viele Besitzer des Auhofes mit seinen Untertanen und Gründen. Bekannt sind:
- 1418 Hanns der Rauber[1]
- 1430 Ulrich der Zeller[1]
- 1455 Hans der Zeller
- 1534 Afra Sandorfferin[1]
- 1554 oder 1559 Wilhelm Künigsfelder, dritter Gatte von Afra Sandorffer[1]
- 1568 Veit der Jüngere Flußhart, Enkel von Afra Sandorffer[1]
- 1579 Georg Flußhart, Veits Bruder
- 1580 Stefan Reuthmer, Pfleger der Herrschaft Niederwallsee[1]
- 1586 Hans Stefan Reuthmer, dessen Sohn
- 1608 Hans Albrecht Paumgartner von Holenstein, Pfleger der Herrschaft Schwertberg (als Heiratsgut der Maria Reuthmer)
- 1620 Georg Balthasar Paumgartner, dessen Sohn[2]
- 1631 Johann Kaspar Riedtießer
- 1635 Margarethe, dessen Gattin, und deren beide Töchter Anna und Maria Christina Riedtießer[2]
- 1663 Freiherr und späterer Graf Joachim Enzmilner von Windhaag bei Perg
- 1667 Stift Baumgartenberg, nach dessen Erwerb und Sanierung das Anwesen Sankt Bernhardshof genannt wurde.
- 1782 Anton Hofbauer, ehemaliger Postexpeditor aus Zwettl, 22 Kinder
- 1836 Bischof Gregor Thomas Ziegler
- 1844 Johann Adam Talazko von Gestititz
- 1858 Leopold Talatzko von Gestititz, dessen Sohn[3]
- 1860 Cajetan Mayer von Mayrau (1811–1883)[4]
- 1882 Rudolf Pfisterer (1829–1911) und Friedrike Pfisterer, geborene Mayer von Mayrau (1840–1925)[5]
- seit 1931 Familie Löw-Baselli

## Beschreibung
Die heutige Schlossfassade im Gründerzeitstil und innere Ausstattungen sind von Friederike Pfisterer beeinflusst. Die Gründerzeit-Holzkassettendecken und -Wandverkleidungen im Schloss blieben weitgehend erhalten. In der Bibliothek erstrahlen an schönen Tagen noch immer Glasfenster mit den Bildnissen der Schriftsteller Dante Alighieri, Ferdinand Gregorovius, Lord George Gordon Byron und Anastasius Grün. Die Scheiben zeigen hohe Qualität, sind 1884 datiert und tragen die Signatur der Wiener Filiale der Tiroler Glasmalerei.
Bei der Schlosskapelle blieb das mit Akanthusstuck verzierte Portal aus dem Ende des 17. Jahrhunderts erhalten. Auch das Betgestühl stammt aus dieser Zeit. Das schmiedeeisernes Gitter ist noch etwas älter, es stammt aus der Mitte des 17. Jahrhunderts. Zwei Glasfenster aus dem Jahr 1900 zeigen Heiligenpersonen mit den Gesichtszügen verstorbener Familienmitglieder.
Die Gruftkapelle am Hang des Schlossgartens wurde vom Baumeister Otto Schirmer 1884/1886 im Stil der Neugotik erbaut. Sie hat ein Kreuzrippengewölbe. Das Glasfenster der Ostwand zeigt eine Kreuzigungsgruppe und das Wappen der Pfisterer-Mayrau von 1885. Der Schlossgarten, früher parkähnlich gepflegt, ist noch von Teilen der historischen Wehrmauer und einem Eckturm (Rondell) umschlossen. Die zweiarmige Freitreppe, die in den Garten führt, schmückt das Wappen von Abt Bernhard Breil.
Im Meierhof erhielten sich historische Stallungen, historische Kellergewölbe und der nicht ganz so alte Getreideschüttkasten in seiner ganzen Größe und mit eindrucksvollen Gewölben. Das ebenso leerstehende sogenannte Stöcklgebäude aus dem 19. Jahrhundert kennzeichnet den Standplatz des abgekommenen Herrenhauses (Stöckl) des Alten Schlosses. In der östlichen Meierhofecke ist die Gutsverwaltung untergebracht.
Schloss und Meierhof sind Privatbesitz und werden für Wohnzwecke und die Gutsverwaltung genutzt. Trotzdem besteht ganz erheblicher Renovierungsbedarf, besonders im Bereich des Meierhofes. Das neue Schloss, die Gartenanlage, die Gruftanlage und das alte Schloss (Meierhof) stehen unter Denkmalschutz (Listeneintrag neues Schloss).